# Wilhelm Wendlandt
Friedrich Wilhelm Ludwig Wendlandt (* 30. Juli 1859 in Tranquebar in Indien; † 22. November 1935 in Berlin-Friedenau) war ein deutscher Schriftsteller, Verbandsfunktionär und Mitglied des Preußischen Abgeordnetenhauses.

## Leben
Wilhelm Wendlandt wurde als Sohn des Konrektors und späteren Missionars Wilhelm Wendlandt und dessen Ehefrau Luise Homann in Ostindien geboren, studierte Medizin, Philologie, Philosophie, Geschichte und Staats- und Wirtschaftswissenschaften an den Universitäten Leipzig, Bonn und Berlin und promovierte zum Dr. phil. Zunächst als Redakteur in Remscheid tätig, war er beim Deutschen Schriftsteller-Verband von 1888 bis 1896 als Generalsekretär Leiter des literarischen Büros. 1911 wurde er wegen der finanziellen Schieflage des Verbandes entlassen und war fortan Schriftführer des Bundes der Industriellen.
Als Mitglied der Nationalliberalen Partei hatte er von 1908 bis 1918 ein Mandat für das Preußische Abgeordnetenhaus, gewählt aus dem Wahlkreis Kassel 5 (Eschwege, Herrschaft Schmalkalden).

### Öffentliche Ämter
- Mitglied des Vorstandes im Bund der Industriellen
- Ausschussmitglied im Deutschen Volkswirtschaftlichen Verband
- Sachverständiger des Deutschen Flottenvereins
- Vorsitzender der Deutsch-Marokkanischen Gesellschaft

### Schriften
- Die Geschichte des Deutschen Schriftsteller-Verbandes seit seiner Gründung 1879, Berlin, Elsner Verlagsgesellschaft., 1934
- Gilgamesch, Berlin : Brandussche Verlagshandlung, 1927
- Galerie der Größten : Künstlerporträts ; In Worten gemalt, in Sprache gemeißelt, Berlin-Hermsdorf : Verlag d. Turmwartgemeinde, 1924
- Neujahr, Dresden, Verlag E. Pierson, 1922